# Párosítás-kizárási szám
A matematika, azon belül a gráfelmélet területén egy G gráf mp(G)-vel jelölt párosítás-kizárási száma (matching preclusion number) az élek minimális száma, melyek törlésével a gráf teljes párosítása vagy majdnem teljes párosítása (páratlan csúccsal rendelkező gráfban egy csúcson kívül az összeset lefedő párosítás) lehetetlenné válik. A párosítás-kizárási szám a gráf robusztusságát méri elosztott algoritmusok olyan telekommunikációs hálózati topológiái esetén, ahol az elosztott rendszer minden csomópontjának egy szomszédos partnerrel kell kommunikálnia.
Sok gráfra igaz, hogy mp(G) megegyezik a csúcsok minimális fokszámával, mivel bármely csúcsba vezető összes él kitörlése lehetetlenné teszi annak párosítását. Az ilyen élhalmazt triviális párosítás-kizárási halmaznak (trivial matching preclusion set) nevezik. A definíció egy változatában szereplő feltételes párosítás-kizárási szám (conditional matching preclusion number) azon élek minimális számára kérdez rá, melynek törlésével a gráfnak nem lesz teljes párosítása, majdnem teljes párosítása és izolált csúcsa sem.
Annak meghatározása, hogy adott gráf párosítás-kizárási száma adott küszöbnél kisebb-e, NP-teljes probléma.

## Kapcsolódó fogalmak
Az erős párosítás-kizárási szám (strong matching preclusion number), smp(G) a párosítás-kizárási szám általánosítása, amennyiben élek törlésén kívül csúcsok törlését is megengedi (azon élek/csúcsok minimális száma, melyek törlésével a gráf teljes párosítása vagy majdnem teljes párosítása lehetetlenné válik).
Az irányítatlan gráfok éltörlési műveletével definiált egyéb számok közé tartozik az élösszefüggőség, a gráf összefüggőségének megszüntetéséhez törölni szükséges élek minimális száma, és a ciklomatikus szám, a körök felbontásához törölni szükséges élek minimális száma.

## Fordítás
- Ez a szócikk részben vagy egészben a Matching preclusion című angol Wikipédia-szócikk ezen változatának fordításán alapul.  Az eredeti cikk szerkesztőit annak laptörténete sorolja fel. Ez a jelzés csupán a megfogalmazás eredetét és a szerzői jogokat jelzi, nem szolgál a cikkben szereplő információk forrásmegjelöléseként.